# 哥倫比亞鎮區 (印地安納州詹寧斯縣)
哥倫比亞鎮區（英語：Columbia Township）是位於美國印地安納州詹寧斯縣的一個行政鎮區。

## 地方資料
根據2010年美國人口普查的數據，哥倫比亞鎮區的面積為102.30平方千米，當中陸地面積為102.30平方千米，而水域面積為0.00平方千米。當地共有人口868人，而人口密度為每平方千米8.48人。